# Гор-Бут, Пол
Пол Гор-Бут, барон Гор-Бут (англ. Paul Gore-Booth, Baron Gore-Booth; 3 февраля 1909 — 29 июня 1984) — британский дипломат. Служил в Министерстве Иностранных дел.

## Биография
Пол Гор-Бут родился 3 февраля 1909 года в Донкастере, Йоркшир, Англия. Он был старшим сыном Мордаунта Гор-Бута (младшего сына полярного исследователя и путешественника сэра Генри Гор-Бута) и его жены Эвелин Мэри. Семья была известна участием в общественной жизни не только в Йоркшире, но и в Ирландии. Кроме того, Пол унаследовал от родителей музыкальный и литературный талант, а также острое чувство долга. Учился в Итонском колледже и Баллиол-колледже в Оксфорде. В 1940 году женился на Патрисии Мэри Эллертон, от которой у него два сына и две дочери. Умер 29 июня 1984 года в Вестминстере.

## Карьера
В 1933 году принят на дипломатическую службу в ранге 3 секретаря. Отслужив в Министерстве иностранных дел, а затем в Вене в 1938 году Пол Гор-Бут был повышен до ранга 2 секретаря и переехал в Токио.
Гор-Бут был старшим официальным представителем в Британском посольстве в Токио, когда Япония объявила войну Великобритании в декабре 1941 года . Сразу после этого он был интернирован в течение 9 месяцев. После освобождения в 1942 году, он присоединился к очень талантливой команде дипломатов в посольстве Великобритании в Вашингтоне в ранге 1 секретаря. Там Пол принял участие в нескольких конференциях, посвящённых планам восстановления после Второй Мировой Войны. Этот цикл конференций закончился в 1945 году конференцией в Сан-Франциско, на которой была учреждена Организация Объединённых Наций. В 1946 году на первом заседании ООН Пол Гор-Бут был секретарём Британской делегации.
С 1945 по 1949 годы Гор-Бут занимался экономической и политической работой в Министерстве Иностранных дел.
В 1949 году стал Кавалером Ордена Святого Михаила и Святого Георгия. В этом же году впервые показался на публике. Его назначение на должность руководителя Британской Информационной Службы в США было встречено недоумением со стороны британской прессы, полагавшей, что на этот пост должен быть назначен более опытный в общении с прессой человек. Однако несмотря на все сложности, Пол успешно руководил этим ведомством и сохранил уважение прессы до конца своей службы.
В 1953 году Пол Гор-Бут был назначен послом Великобритании в Бирме. За свои заслуги на этом посту в 1957 году он был удостоен звания Рыцаря-командора Ордена Святого Михаила и Святого Георгия.
В 1956 году Гор-Бут вернулся в Лондон. Это совпало с Суэцким кризисом. Он открыто выражал недовольство политикой Правительства в этом вопросе. Впоследствии он говорил, что был близок к отставке после тех событий.
В течение следующих 4 лет, Пол Гор-Бут активно участвовал в безуспешных попытках примирить взгляды Великобритании и её колоний на дальнейшее развитие экономической системы Европы. Он также был одним из трёх авторов доклада (вместе с Уорреном Рэндальфом Бёргессом из США и Бернаром Клапьером из Франции), который повлиял на преобразование Организации Европейского Экономического Сотрудничества в Организацию Экономического Сотрудничества и Развития, в которую вошли США и Канада.
В 1960 году Гор-Бут был отправлен в Индию на пост Верховного комиссара Содружества наций. Это было то время, когда отношения между Индией и Великобританией были особенно чувствительны. Во время работы Пола в Дели этот город часто становился ареной дипломатических событий, связанных с Пакистаном, Кашмиром, Китаем и Конго. Он принимал активное участие во всех событиях и был уважаем индийцами за свою откровенность. В 1961 году Пол был удостоен звания рыцаря Королевского Викторианского ордена и переведён в ранг Рыцаря Великого Креста Ордена Святого Михаила и Святого Георгия.
В феврале 1965 года Пол Гор-Бут был отозван из Индии в министерство иностранных дел, где его сделали заместителем министра. На этом посту он оставался до марта 1968 года.
В 1968 году Гор-Бут занял должность главы дипломатической службы Её Величества и через год вышел на пенсию.
С выходом на пенсию Пол Гор-Бут получил пожизненное пэрство и стал постоянным членом Палаты Лордов где участвовал в обсуждении широкого спектра вопросов.
С 1970 по 1976 годы Пол Гор-Бут был Председателем Фонда помощи детям.
С 1975 по 1980 годы - Председателем Совета Управляющих в Школе восточных и африканских исследований.
С 1967 по 1979 годы - Президентом Общества Шерлока Холмса.
В 1974 году вышла его автобиографическая книга "With Great Truth and Respect".